# WFAN
Koordinaten: 40° 51′ 35″ N, 73° 47′ 7″ W
WFAN 660 ist eine US-Radiostation aus New York City. Sie war die erste "All-Sports"-Station des Landes und sendet auf Mittelwelle 660 kHz als Clear Channel Station.
Parallel strahlt der Sender sein Programm über die UKW-Station WFAN-FM auf UKW 101,9 MHz ab.

## Sportkooperationen
WFAN überträgt als Sport-Live-Berichterstatter die Baseballspiele der New York Yankees, der New York Giants, der New Jersey Devils und der Brooklyn Nets. Per Internet-Stream sind die Spiele nicht zu empfangen, weil die Major League Baseball, die National Basketball Association, die National Football League und die National Hockey League ihre eigenen exklusiven und gebührenpflichtigen Verbreitungsmedien betreiben.

## Geschichte
Der Sender begann am 2. März 1922 als WEAF, später als WNBC. Die Station war der Sender des Telekommunikationsunternehmens AT&T in New York. Ein weiterer historischer Vorgänger war die Station WHN (1050 kHz). 1987 änderte WHN sein Rufzeichen in WFAN, änderte sein Format auf ein Sport-Talk-Format und seine Frequenz auf 660 kHz.
Beheimatet auf einer kleinen Insel nordöstlich von Manhattan, teilte sich WFAN die Sendeanlagen mit WCBS. Heute gehören beide Sender zu CBS/Infinity bzw. Entercom.